# Анимация (сфера развлечений)
Анимация — организация досуга в отелях, на корпоративных мероприятиях, детских праздниках. Осуществляется командой аниматоров.
Анимация в социально-культурном сервисе и туризме — это своеобразная услуга, являющаяся одним из эффективных средств повышения качества обслуживания, и в то же время это своеобразная форма рекламы для повторного привлечения людей.

## Анимационная команда
В состав анимационной команды могут входить:
- Шеф анимации — разрабатывает график работы анимационной команды, контролирует своевременность исполнения запланированных мероприятий.
- Спорт аниматор — разрабатывает спортивные программы в соответствии с нормами физической культуры.
- Диск-жокей аниматор — компонует музыкальное сопровождение анимационных программ, проводит дискотеки.
- Декоратор — занимается оформлением сцены или мест проведения анимационных программ.
- Дизайнер — разрабатывает афиши, флаера, внешний вид CD и DVD представляемых для продажи и в качестве призов.
- Хореограф-постановщик — готовит танцевальные номера.
- Детский аниматор — разрабатывает детские программы на разновозрастную категорию.
- Костюмер — следит за костюмами для анимационных программ, при появлении новых номеров разрабатывает и подбирает необходимые атрибуты одежды и бижутерию в соответствии с темой и стилистикой номеров.